# Patalabo
Patalabo est une petite ville du Togo située dans la Préfecture de Bassar, dans la région de la Kara

## Géographie
Patalabo est situé à environ 62 km de Kara,

## Vie économique
- Marché paysan tous les vendredis
- Atelier de ferblanterie

## Lieux publics
- École primaire
- Medersa